# La marchesa di O...
La marchesa di O… è un racconto scritto nel 1808 dallo scrittore e drammaturgo tedesco Heinrich von Kleist.

## Personaggi e luoghi della novella
I nomi dei personaggi e della città in cui si svolgono gli eventi sono omessi per precisa scelta dell'autore: la nota iniziale della novella fa infatti intendere che sia una vicenda realmente accaduta, della quale si sono voluti omettere i particolari per rispetto dei personaggi coinvolti. Tuttavia, non esistono riscontri sulla veridicità o meno di quanto narrato da von Kleist.
Nella novella compaiono solo i nomi di battesimo di alcuni personaggi (ad esempio quello della marchesa, Giulietta), ma mai i nomi delle casate o delle città che formano il titolo nobiliare. Della città di M…, nella quale si svolge quasi tutta la vicenda, sappiamo solo che si trova nell'Italia del Nord: potrebbe essere Milano, Mantova, Modena; l'autore non lo rivela mai. L'unica città che compare col nome per intero è Napoli.

## Trama
Il racconto inizia con la marchesa di O…, vedova e madre di due bambini, che, di nuovo incinta, mette un annuncio su un giornale per invitare il padre del nascituro a rivelare la sua identità. Il curioso gesto della protagonista introduce un flashback, attraverso il quale vengono narrati gli eventi che hanno portato la donna a trovarsi in questa situazione.
La narrazione riprende da qualche mese prima: la marchesa, da poco rimasta vedova, risiede nella fortezza di M…, nell'Italia settentrionale, dove dimorano anche i suoi genitori, il colonnello, signore di G…, e la sua signora (anche chiamata "colonnella" nel racconto). La città è teatro di una battaglia: von Kleist non specifica di che guerra si tratti, ma allude semplicemente a uno scontro tra due diverse alleanze che riuniscono più nazioni. Il bastione è assediato da una divisione di soldati russi, che, nonostante la strenua difesa capitanata dal colonnello, alla fine riesce a irrompere all'interno. La marchesa e la colonnella tentano di fuggire, ma vengono intercettate da un manipolo di soldati nemici che sembrano decisi a violentare la marchesa.

Proprio mentre la situazione volge al peggio, compare il conte di F…, ufficiale in comando dei russi. Questi salva la protagonista dallo stupro, rimproverando e picchiando i suoi soldati, dopodiché conduce la marchesa in un'area del palazzo non toccata dal fuoco; lì la marchesa sviene; arrivano le sue cameriere a soccorrerla, e l'ufficiale si allontana per seguire l'esito della battaglia. Poco dopo, il signore di G… si arrende ai russi e il conte di F…, come si usa tra gentiluomini, gli consente di lasciare la fortezza incolume insieme alla moglie, la figlia e i nipoti. La protagonista si trasferisce quindi in città senza aver avuto l'occasione di ringraziare il suo salvatore. Qualche mese dopo, nella sua residenza di M…, la marchesa viene a sapere che il conte è morto in battaglia: le sue ultime parole sono state per una donna di nome Giulietta, che è anche il nome della protagonista. La donna, nel frattempo, inizia ad accusare dei malesseri continui, come nausee e svenimenti, che attribuisce alla delusione causata dalla notizia.

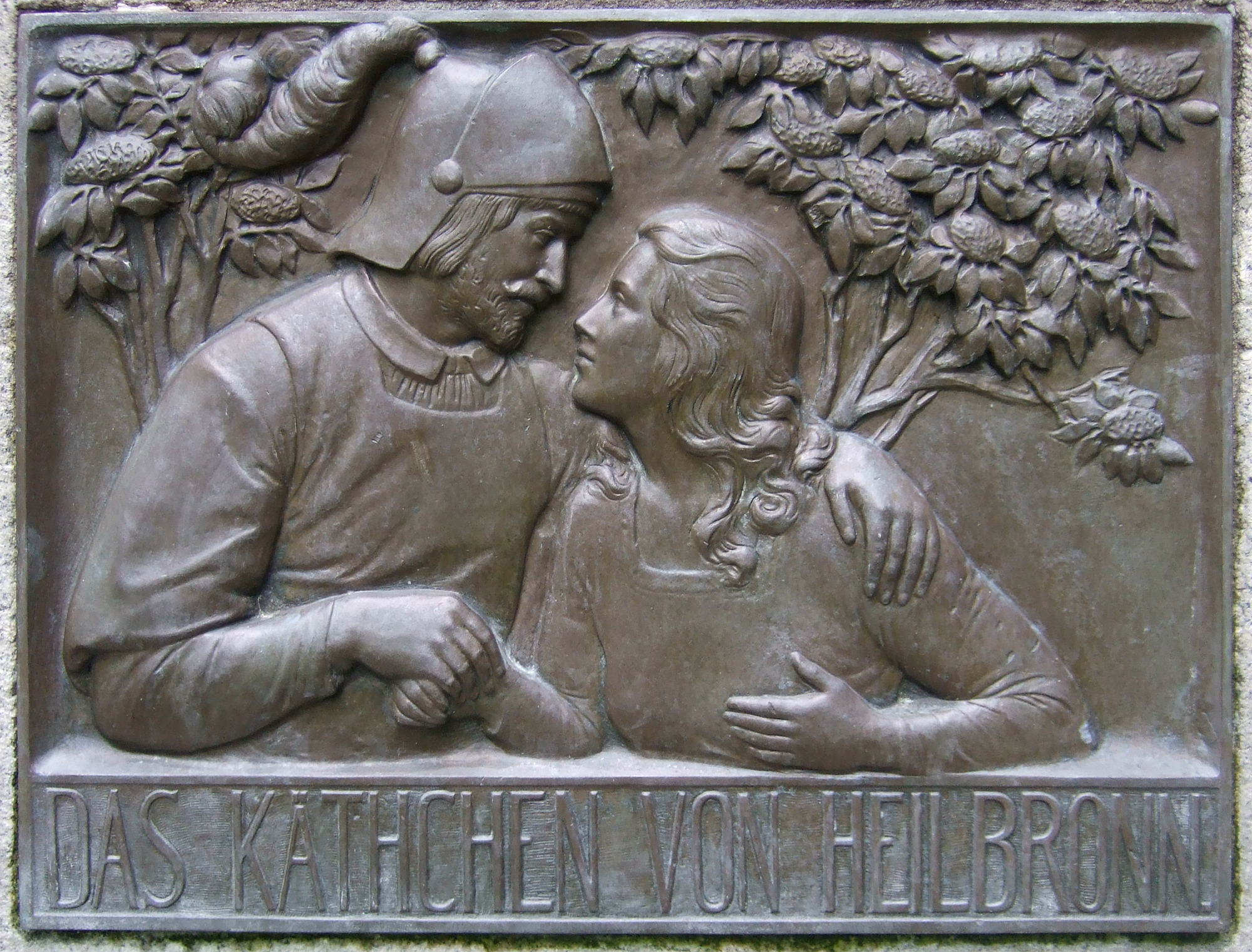
Una targa in memoria di Heinrich von Kleist situata nel parco di St. Gertraudkirche a Francoforte

Ma il conte non è morto e, nello stupore della famiglia intera, si presenta nella residenza di M… chiedendo la mano di Giulietta. Proprio a lei aveva pensato quando credeva di essere in punto di morte: si è innamorato della marchesa e vuole sposarla a tutti i costi. Il colonnello chiede che l'uomo corteggi la figlia almeno qualche settimana, come si conviene, ma il conte non sente ragioni: deve partire per Napoli il giorno dopo e vuole celebrare le nozze quel giorno stesso. L'intera famiglia si rifiuta di cedere a un matrimonio tanto affrettato, nonostante la marchesa ammetta di avere un debole per il nobile russo. Il conte quindi dimostra tutta la sua testardaggine annullando il viaggio a Napoli per corteggiare la marchesa, rischiando così la corte marziale. La situazione viene risolta dalla colonnella con un compromesso: il conte potrà partire tranquillo per il Meridione, avendo la garanzia che Giulietta non incontrerà altri uomini. Per il russo è sufficiente: lascia la casa il giorno stesso alla volta di Napoli. Prima che si congedi, la protagonista chiede il perché di quella fretta per le nozze e il conte risponde enigmaticamente che un giorno o l'altro, lei avrebbe capito.
Passano le settimane e il ventre della marchesa inizia a gonfiarsi: inizialmente la madre ritiene ridicole le paure della figlia di essere incinta, visto che lei le ha giurato di non aver avuto più rapporti da quando è rimasta vedova. La virtù della figlia è, per la madre, al di sopra di ogni sospetto. Ma quando sia un medico che una levatrice confermano che si tratta di una gravidanza, la situazione precipita. La madre di Giulietta ha un crollo nervoso e il padre, colmo di collera, la ripudia intimandole di lasciare immediatamente la casa. La marchesa protesta, piangendo e giurando sulla sua innocenza: non si è concessa a nessuno dalla morte del marchese di O… . Il colonnello, però, è irremovibile e la caccia. La donna riesce a portare con sé i bambini solo grazie al fratello, che all'ultimo momento non ha il cuore di strapparglieli di mano come il padre aveva ordinato.
La marchesa di O… si trasferisce quindi con la sua piccola rendita in una magione di campagna, con un unico servitore che ha l'ordine di non far entrare nessuno. Lì, concepisce l'idea dell'annuncio sul giornale e la narrazione riprende da dove il flashback l'aveva lasciata. Giulietta non ha più nessun timore di ciò che la gente può pensare: affronta l'umiliazione di dover cercare il padre di suo figlio tramite un appello, dal momento che è convinta di essere stata violentata nel sonno da un servo o un maniaco. Lo scandalo che segue alla pubblicazione dell'annuncio getta i genitori della marchesa nel più profondo sconforto, ma mentre il colonnello non fa altro che chiudersi in se stesso, sua moglie inizia a credere alle parole della figlia.

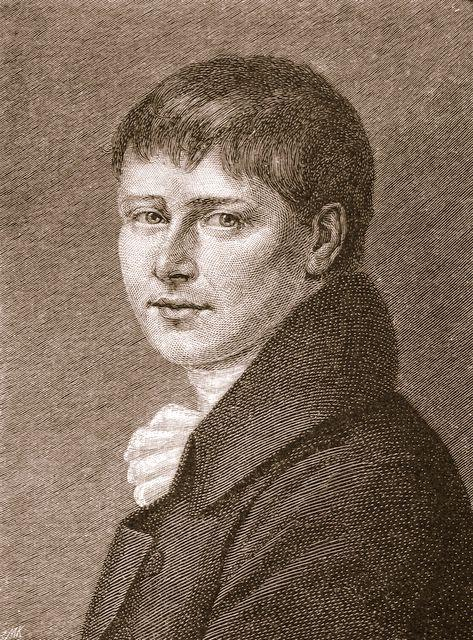
Heinrich von Kleist, l'autore dell'opera

Nel frattempo il conte di F… è tornato da Napoli e ha saputo, leggendo il giornale in una locanda, dello scandalo che si è abbattuto sulla famiglia di Giulietta. Ciò nonostante, si presenta ugualmente alla casa del colonnello, come aveva promesso, per corteggiare la marchesa. Il signore di G… è incredulo: com'è possibile che il russo voglia ancora sposarla, dopo che ha saputo dello scandalo? Ma l'ufficiale non sembra per nulla turbato dalla gravidanza dell'amata e chiede di vederla. Dopo qualche insistenza, riesce a farsi dire dove risiede adesso Giulietta. Si avvia quindi alla villa di campagna, ma all'ingresso viene fermato dal servo: la marchesa non vuole vedere nessuno, nemmeno il conte di F… . Il russo non si perde d'animo ed entra nella villa di nascosto, scavalcando un muro sul retro. Trova la marchesa seduta sull'erba e i due iniziano a parlare. La tranquillità dell'ufficiale riguardo alla misteriosa gravidanza inizialmente stupisce la donna, poi la spaventa quando questi inizia ad alludere al fatto che ne conosca il motivo. La marchesa è più che certa di non essersi concessa a quell'uomo e lo caccia dalla tenuta, definendolo un "demone" che è venuto a oltraggiarla.
La madre della marchesa ha intanto architettato un inganno che le permetta di scoprire se la figlia è in buona fede o meno. Si presenta alla tenuta di campagna con uno dei servi della residenza di M…, un certo Leopardo. Dice così alla figlia che il servitore ha confessato di averla violentata nel sonno: è lui il padre del bambino che porta in grembo. La marchesa piange disperatamente, dice alla madre che questo finalmente spiega tutto e chiede di parlare con Leopardo perché lui si prenda le sue responsabilità. È a questo punto che la madre si getta ai piedi della figlia per chiederle perdono: era pronta a sposare un servo e questo significa che per davvero non sa chi è il padre di suo figlio. Ora più che mai convinta dell'innocenza di Giulietta, la riporta nella casa di M…, perché si faccia luce una volta per tutte su questo mistero.
Dopo che anche il colonnello, in lacrime, ha perdonato la figlia, viene deciso di mettere un nuovo annuncio sul giornale e di invitare il padre del bambino a farsi avanti, presentandosi alla casa di M… alle 11 del giorno successivo. Con grande sorpresa della famiglia intera, è proprio il conte di F… a suonare il campanello della casa alle 11. Ancora una volta, Giulietta rifiuta di credere che lui possa essere l'uomo che cerca e lo caccia dicendo: «Mi aspettavo un uomo iniquo, ma non certo il diavolo». Il colonnello e la colonnella, però, riescono a calmarla e fissano le nozze per il giorno successivo. Nella chiesa di S. Agostino, Giulietta e il conte di F… si uniscono in matrimonio, ma la donna non degna di uno sguardo il suo sposo e gli vieta di vivere nella casa di famiglia. Il russo affitta così una casa a M… e attende pazientemente di essere accettato dalla marchesa.
Nel frattempo, Giulietta dà alla luce il suo bambino, un maschio. Al conte viene vietato di partecipare al parto: riesce solo a vedere brevemente la marchesa e darle due fogli, una donazione di ventimila rubli al neonato e un testamento nel quale dichiara la marchesa sua unica erede in caso di morte. Dopo questo gesto, al conte viene permesso di entrare nella casa della marchesa sempre più spesso e, infine, di corteggiarla di nuovo. A un anno dal primo matrimonio, il conte ottiene la fiducia della marchesa e i due si sposano una nuova volta. Si trasferiscono insieme nella città di V…, dove avranno altri figli. Tempo dopo, il conte chiede a sua moglie perché, quel giorno in cui si presentò come padre di suo figlio, l'avesse definito un diavolo. La marchesa, abbracciandolo, risponde che allora non le sarebbe sembrato un diavolo, se la prima volta non lo avesse creduto un angelo.
Dai molti indizi sparsi nel racconto (il conte conosce il nome della marchesa, si ritiene colpevole nei suoi confronti quando gli sparano, una volta salvo il suo primo pensiero è "regolarizzare" la sua posizione con lei), pare abbastanza chiaro che il padre del bambino della marchesa sia il conte russo: Kleist però non descrive mai concretamente il concepimento, per cui bisogna sforzarsi di cercarlo tra le righe del testo; tutto fa pensare che sia avvenuto in un momento non precisato, dal salvataggio della marchesa all'arrivo delle sue cameriere, dove lei è già svenuta – per lo shock? Una volta riavutasi, ha rimosso parte di quanto le è successo; di qui la sua perfetta buona fede nel non sapere chi mai potrebbe essere il padre del suo bambino.

## Critica
La novella riassume molti dei temi cari a von Kleist, primo fra tutti lo scontro tra la morale borghese e il selvaggio mondo dei sentimenti umani, che inevitabilmente porta a conseguenze estreme. Non c'è dubbio che la marchesa di O… creda veramente nella sua "innocenza" rispetto a quelli che sono i canoni della morale: quell'attimo di passione, consumato durante una battaglia che infuria fra le braccia di uno sconosciuto, l'ha travolta in modo tale che non ha potuto far altro che rimuoverlo, come se non fosse mai accaduto. I meccanismi di difesa psicologica della donna sono, secondo alcuni critici, anche una forte critica alla società patriarcale dell'epoca e non per niente, in una novella in cui ogni personaggio è ambiguo, smarrito, confuso, tocca al colonnello fare la parte dell'antagonista, dell'ultima persona disposta a credere alla buona fede della figlia.
Come spesso accade nelle opere di von Kleist, abbiamo a che fare con un protagonista perseguitato da un destino maligno: «I personaggi sono eroi che soccombono alla legge crudele del caso, per realizzarsi solo nel dolore inumano o nella morte tragica, che li sublima». In questo caso, il lieto fine arriva solo dopo una sofferta riflessione, che si riflette sul corpo della protagonista, quasi sempre febbricitante, magra, in lacrime. Il dramma si svolge col demone della distruzione, della rovina, o in questo caso dello scandalo senza ritorno, sempre in agguato. Le passioni travolgenti riducono i personaggi a scheletri malati, che si spengono come oppressi dai loro stessi rimorsi. La marchesa di O… rappresenta l'archetipo del personaggio kleistiano, un personaggio che si accorge bruscamente del contrasto tra il mondo esteriore, regolato dall'intelletto, e il mondo interiore, in balia dei sentimenti.

## Altri media
Nel 1976 il regista Éric Rohmer trasse dalla novella un film: La Marchesa von…. Interpretato da Edith Clever nel ruolo di Giulietta e da Bruno Ganz nel ruolo del conte di F…, la pellicola si aggiudicò il Grand Prix Speciale della Giuria al 29º Festival di Cannes.
La critica apprezzò in modo particolare la decisione di mantenere inalterati i dialoghi contenuti nell'opera originale di von Kleist, una scelta che permise al film di rendere allo stesso modo l'eleganza formale della novella.